# Italair
Italair S.p.A. è stata una compagnia aerea regionale italiana in attività dal 1997 al 2000. La base tecnica fu inizialmente presso nell'aeroporto di Napoli-Capodichino, mentre il fulcro delle attività iniziali rimase l'aeroporto di Alghero-Fertilia.  Il codice IATA era B8, il codice ICAO DRG.

## Storia
Fondata nel 1996 da alcuni imprenditori di Roma, le attività di volo ebbero inizio il 25 agosto 1997 con i collegamenti giornalieri da Alghero per Pisa, Genova e Bologna. Il successivo 8 settembre iniziò il volo bigiornaliero tra Cuneo e Roma e, il 4 dicembre, si aggiunse il Napoli-Pisa. Il servizio di bordo era quello standard dell'epoca sui voli nazionali, con bevande calde o fredde, un pacchetto di snack dolci o salati, e una caramella prima dell'atterraggio. La flotta iniziale era composta da due biturboelica ATR 42-300, immatricolati EI-COC e EI-COD.
In seguito all'incidente avvenuto sulla pista dell'aeroporto di Alghero il 20 gennaio 1998 (che comportò la dismissione dello EI-COC) gli operativi della stagione invernale 1997-1998 furono ridotti e accorpati. Questo portò all'introduzione di un volo Roma/Fiumicino-Alghero con partenza al mattino e rientro la sera. La compagnia riuscì così a garantire l'andata e ritorno in giornata da Cuneo a Roma e da Roma ad Alghero. Una volta ad Alghero, l'aereo effettuava una rotazione quotidiana su Bologna e, a giorni alterni, una trisettimanale su Genova e una quadrisettimanale su Pisa.

Nella stagione estiva 1998 entrarono in servizio due nuovi aerei, ancora ATR 42-300, con immatricolazioni EI-CPT e EI-CBK. Questo comportò il raddoppio dei voli giornalieri da Alghero per Pisa e Bologna, la ripresa del volo Pisa-Napoli, e l'introduzione di nuovi voli da Brindisi per Pisa e Bologna, inaugurati il 16 settembre.

La rete dei principali collegamenti effettuati

Il 19 gennaio la base tecnica fu spostata da Napoli sull'aeroporto di Pisa. Nell'ottobre del 1999 avvenne l'inaugurazione del volo bisettimanale tra Alghero e Barcellona seguito, l'anno successivo, da quelli per Venezia e Verona.
Il 2000 fu tuttavia contraddistinto dalla graduale dismissione delle attività e, alla fine dell'estate, era rimasto un solo aeromobile, EI-COD, restituito al consorzio ATR , dal quale era stato noleggiato, nel settembre 2000. Questo evento pose fine all'attività dell'azienda.

## Flotta
Negli anni di attività di volo Italair ha utilizzato esclusivamente i biturbina ATR 42, tutti in configurazione interna per 46 posti e tutti rigorosamente noleggiati da una società di diritto irlandese:
- EI-CBK dal dicembre 1998 al settembre 2000
- EI-COC dal luglio 1997 al gennaio 1998
- EI-COD dall'agosto 1997 al settembre 2000
- EI-CPT dal luglio 1998 al settembre 2000